# Robii (film din 1964)
Robii  (titlul original: în engleză Of human bondage) este un film dramatic american, realizat în 1964 de regizorul Ken Hughes, 
după romanul Robie a scriitorului Somerset Maugham, protagoniști fiind actorii Kim Novak, Laurence Harvey, Robert Morley și Siobhan McKenna. 

## Distribuție
- Kim Novak – Mildred Rogers
- Laurence Harvey – Philip Carey
- Robert Morley – Dr. Jacobs
- Siobhan McKenna – Nora Nesbitt
- Roger Livesey – Thorpe Athelny
- Jack Hedley – Griffiths
- Nanette Newman – Sally Athelny
- Ronald Lacey – Matty Mathews
- Olive White – prietena lui Griffiths

## Premii
- 1965: Premiile BAFTA Cele mai bune costume alb/negru, pentru Beatrice Dawson